# Japonezi
Japonezii (în japoneză 日本人) sunt grupul etnic predominant din Japonia, reprezentând aproximativ 98,5% din populația totală. La nivel mondial, aproximativ 129 de milioane de persoane sunt de origine japoneză, dintre care 125 de milioane locuiesc în Japonia.
Japonezii care trăiesc în alte țări decât Japonia sunt numiți  nikkeijin (日系人?). Cea mai mare comunitate de japonezi din afara Japoniei este în Brazilia.

## Religia
Majoritatea (84%- 96%) japonezilor cred atât în budism cât și în șintoism., iar mai puțin de 1% sunt creștini.

## Galerie

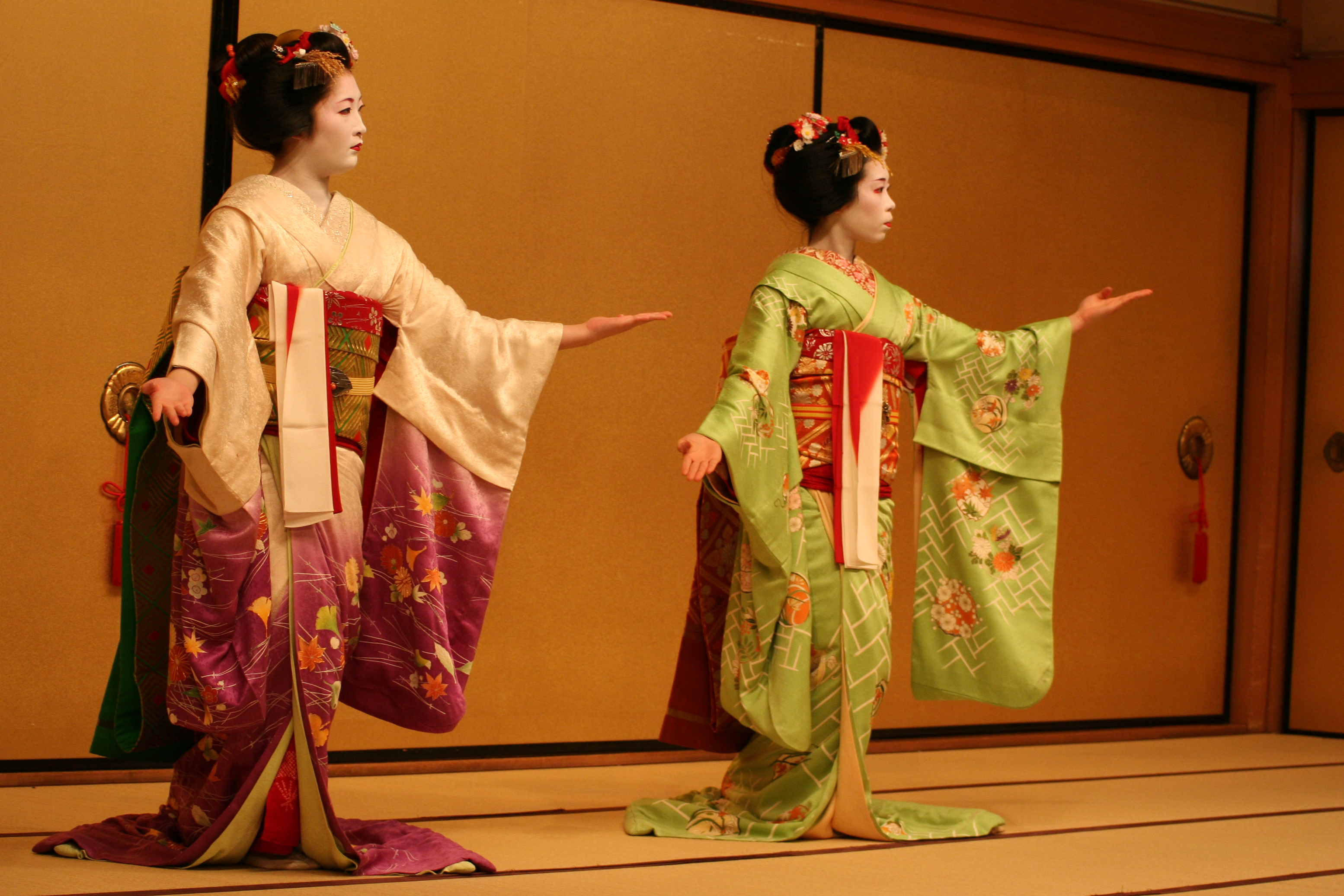
Gheișă
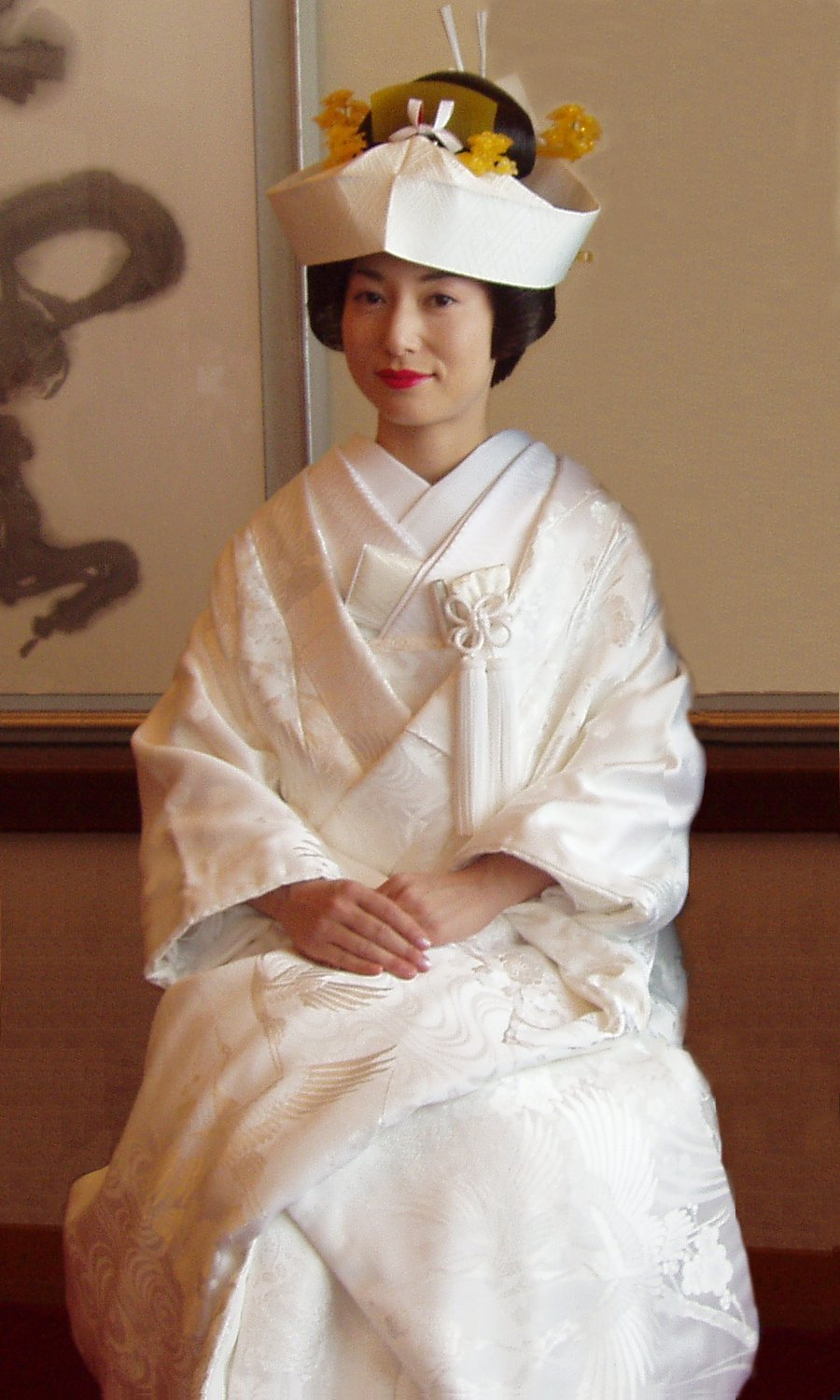
Mireasă japoneză în kimono